# Мичиган Вулверинс (баскетбол)
Мичиган Вулверинс (англ. Michigan Wolverines) — студенческая баскетбольная команда, представляющая Мичиганский университет в первом баскетбольном мужском дивизионе NCAA. Располагается в Энн-Арборе (штат Мичиган). В настоящее время команда выступает в конференции Big Ten. Домашние игры проводит в «Крайслер-центре», расположенном в кампусе университета. За свою историю команда становилась чемпионом NCAA, дважды становилась победителем в Национальном пригласительном турнире и 13 раз чемпионом конференции Big Ten.
В 1990-х годах команда стала участником большого скандала связанного с выплатой игрокам незаконных денежных средств. В ходе расследования было выяснено, что главный тренер Эд Мартин выплатил 616 000 долларов своим игрокам Крису Уэбберу, Роберту Тэйлору, Луису Буллоку и Морису Тейлору. Это привело к тому, что попадание команды в Финал Четырёх, результаты в сезонах 1992/93, 195/96, 1996/97, 1997/98 и 1998/99 были отменены. Были отменены 113 побед, одержанных «Вулверинс» в это время, включая 50, которые были одержаны в играх конференции, результаты в играх плей-офф: 7-4 в чемпионате NCAA, 5-0 в NIT и 4-0 в турнире конференции Big Ten. Были также отменены все индивидуальные награды, полученные игроками команды в это время.
Двадцать три игрока Мичигана выбирались во всеамериканскую сборную, а восемь из них в консенсуальную всеамериканскую сборную: Кэззи Расселл (дважды), Рики Грин, Гэри Грант, Крис Уэббер, Трей Бёрк, а также Гарри Кипке, Ричард Дойл и Бенни Остербан (дважды), которые были выбраны ретроспективно фондом Helms. Четверо игроков дважды выбирались во всеамериканскую сборную: Бенни Остербан, Билл Бантин, Расселл и Генри Уилмор. Расселл трижды выбирался во всеамериканскую сборную. Выпускники университета Мичиган добились большого успеха и в профессиональном баскетболе. Шестьдесят три игрока команды были выбраны на драфте Национальной баскетбольной ассоциации, двадцать три из них были выбраны в первом раунде, включая Кэззи Расселла и Криса Уэббера, которые были выбраны под первым номером. В 1990 году в первом раунде драфта НБА были выбраны Рамил Робинсон под 10-м номером, Лоу Вот под 13-м и Терри Миллс под 16-м, таким образом университет Мичиган стал одним из трёх учебных заведений, трое игроков которого были выбраны в первом раунде драфта. Пять игроков «Вулверинс» становились чемпионами НБА, а восемь игроков играли на матче всех звёзд НБА. Бывший игрок команды Руди Томьянович по завершении игровой карьеры стал тренером и дважды в 1994 и 1995 годах приводил «Хьюстон Рокетс» к чемпионским титулам НБА. Игрок университета Глен Райс стал одним из девяти баскетболистов в истории, выигрывавших чемпионский титул среди школьников, титул чемпиона NCAA и НБА.

## Титулы

### Чемпионы NCAA
| Победы в NCAA «Мичиган Вулверинс» |              |            |           |            |                    |
| Год                               | В-П в сезоне | Противник  | Результат | Место игры | Тренер             |
| 1989                              | 30-7         | Сетон Холл | 80:79 ОТ  | Сиэтл      | Стив Фишер (и. о.) |

### Титулы регулярного сезона конференции
| Победы в NCAA «Мичиган Вулверинс» |              |             |                |
| Год                               | В-П в сезоне | Конференция | Тренер         |
| 1921                              | 8-4          | Big Ten     | Эй Джей Матер  |
| 1926                              | 8-4          | Big Ten     | Эй Джей Матер  |
| 1927                              | 10-2         | Big Ten     | Эй Джей Матер  |
| 1929                              | 10-2         | Big Ten     | Джордж Веенкер |
| 1948                              | 10-2         | Big Ten     | Осборн Коулес  |
| 1964                              | 11-3         | Big Ten     | Дэйв Стрейк    |
| 1965                              | 13-1         | Big Ten     | Дэйв Стрейк    |
| 1966                              | 11-3         | Big Ten     | Дэйв Стрейк    |
| 1974                              | 12-2         | Big Ten     | Джонни Орр     |
| 1977                              | 16-2         | Big Ten     | Джонни Орр     |
| 1985                              | 16-2         | Big Ten     | Бил Фрайдер    |
| 1986                              | 14-4         | Big Ten     | Бил Фрайдер    |
| 2012                              | 13-5         | Big Ten     | Джон Билайн    |
| 2014                              | 15-3         | Big Ten     | Джон Билайн    |

## Фаб Файв

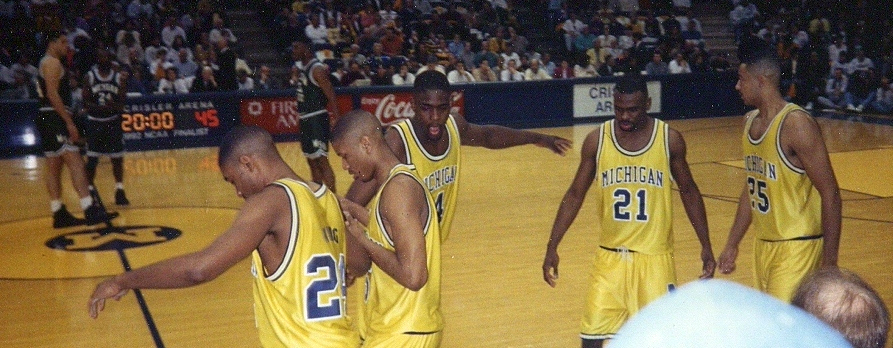
Фаб Файв на втором году игры

В 1991 году пять новичков команды Крис Уэббер, Джуван Ховард, Джален Роуз, Джимми Кинг и Рэй Джексон стали незыблемыми лидерами команды. Они поучаствовали в финалах NCAA 1992 и 1993 годов, побывав соответственно новичками и второгодками. Своей популярностью они славились не только на баскетбольных площадках. Они активно рекламировали шорты для гимнастики, в которых они, а также и легенда НБА Майкл Джордан играли.
«Фаб Файв» стали жертвами скандала Эда Мартина, из-за которого результаты 1992 и 1993 годов аннулировались.
Уэббер (1993), Ховард (1994) и Роуз (1992, 1994) были в пятёрке лучших баскетболистов NCAA, а Кинг и Джексон были в пятерке лучших игроков конференции Big Ten.
Все, кроме Джексона заиграли в НБА.
В 2011 году ESPN выпустила документальный фильм «Фаб Файв».

## Закреплённые номера
| Закреплённые номера «Мичиган Вулверинс» |                 |         |                |                  |
| №                                       | Игрок           | Позиция | Годы в команде | Дата закрепления |
| 22                                      | Билл Бантин     | PF, C   | 1963-65        | 7 января 2006    |
| 33                                      | Кэззи Расселл   | SF, G   | 1964-66        | 11 декабря 1993  |
| 35                                      | Фил Хаббард     | PF, C   | 1975-79        | 11 января 2004   |
| 41                                      | Глен Райс       | G, F    | 1986-89        | 20 февраля 2005  |
| 45                                      | Руди Томьянович | SF      | 1967-70        | 8 февраля 2003   |

## Достижения
- Чемпион NCAA: 1989
- Финалист NCAA: 1965, 1976, 1992*, 1993*, 2013
- Полуфиналист NCAA: 1964, 1965, 1976, 1989, 1992*, 1993*, 2013
- Четвертьфиналист NCAA: 1948, 1964, 1965, 1966, 1974, 1976, 1977, 1989, 1992, 1993*, 1994, 2013, 2014
- 1/8 NCAA: 1964, 1965, 1966, 1974, 1976, 1977, 1988, 1989, 1992, 1993*, 1994, 2013, 2017, 2018, 2019
- Участие в NCAA: 1948, 1964, 1965, 1966, 1974, 1975, 1976, 1977, 1985, 1986, 1987, 1988, 1989, 1990, 1992, 1993*, 1994, 1995, 1996*, 1998*, 2009, 2011, 2012, 2013, 2014, 2016, 2017, 2018, 2019
- Победители турнира конференции: 1998*, 2017, 2018
- Победители регулярного чемпионата конференции: 1921, 1926, 1927, 1929, 1948, 1964, 1965, 1966, 1974, 1977, 1985, 1986, 2012

Прим.:* результат был отменён в связи со скандалом вокруг баскетбольной команды университета Мичигана